# Heteroscypha
Heteroscypha är ett släkte av svampar. Heteroscypha ingår i ordningen Auriculariales, klassen Agaricomycetes, divisionen basidiesvampar och riket svampar.
|              | Auriculariaceae                          |
|              |                                          |
|              | Stypella                                 |
|              |                                          |
|              | Tremellodendropsis                       |
|              |                                          |
|              | Oliveonia                                |
|              |                                          |
|              | Gloeotromera                             |
|              |                                          |
|              | Guepinia                                 |
|              |                                          |
|              | Patouillardina                           |
|              |                                          |
|              | Elmerina                                 |
|              |                                          |
|              | Heterorepetobasidium                     |
|              |                                          |
|              | Basidiodendron                           |
|              |                                          |
|              | Protomerulius                            |
|              |                                          |
|              | Ceratosebacina                           |
|              |                                          |
|              | Hauerslevia                              |
|              |                                          |
|              | Serendipita                              |
|              |                                          |
|              | Renatobasidium                           |
|              |                                          |
|              | Microsebacina                            |
|              |                                          |
|              | Endoperplexa                             |
|              |                                          |
| Heteroscypha | \| \| Heteroscypha applanata \| \| \| \| |
|              | \| \| Heteroscypha applanata \| \| \| \| |
|              | Protodaedalea                            |
|              |                                          |
|              | Metabourdotia                            |
|              |                                          |
|              | Ductifera                                |
|              |                                          |
|              | Protoradulum                             |
|              |                                          |
|              | Protohydnum                              |
|              |                                          |
|              | Heteroacanthella                         |
|              |                                          |
|              | Pseudohydnum                             |
|              |                                          |
|              | Heteroscypha applanata                   |
|              |                                          |

|  | Heteroscypha applanata |
|  |                        |